# Buenos Aires Provincia/Saison 2013
Dieser Artikel listet Erfolge und Fahrer des Radsportteams Buenos Aires Provincia in der Saison 2013 auf.

## Mannschaft
| Name                         | Geburtstag        | Nationalität | Team 2012                 |
| ---------------------------- | ----------------- | ------------ | ------------------------- |
| Mauro Agostini (ab 16. Juli) | 18. Oktober 1989  | Argentinien  | Neoprofi                  |
| Claudio Arone                | 29. Juni 1980     | Argentinien  | Toshiba-AEG (2008)        |
| Julián Beccaglia             | 23. Januar 1994   | Argentinien  | Neoprofi                  |
| Marcos Crespo (ab 18. Juli)  | 6. Oktober 1986   | Argentinien  | São José dos Campos/Kuota |
| Santiago Espíndola           | 5. Mai 1994       | Argentinien  | Neoprofi                  |
| Juan Ferrari                 | 28. Dezember 1973 | Argentinien  | Neoprofi                  |
| Julián Gaday                 | 21. Juni 1990     | Argentinien  | Neoprofi                  |
| Lucas Gaday                  | 20. Februar 1993  | Argentinien  | Neoprofi                  |
| Federico Pagani              | 19. April 1985    | Argentinien  | Neoprofi                  |
| Andrés Pereyra               | 20. Januar 1987   | Argentinien  | Jamis-Sutter Home (2011)  |
| Walter Pérez                 | 31. Januar 1975   | Argentinien  | Neoprofi                  |
| Sebastián Tolosa             | 16. November 1988 | Argentinien  | Neoprofi                  |